# Adi Kwala
Adi Kwala (Tigrinya ዓዲ ዃላ; auch Addi Kwala, Adikwala, Adi Quala, arabisch عدخالا oder عدي كوالا) ist eine Stadt in Eritrea. Sie liegt in der Region Debub etwa 86 km von der Hauptstadt Asmara entfernt an der Straße von Asmara nach Gonder in Äthiopien. Die Stadt liegt auf einer Höhe von 2054 m. Die Entfernung zur äthiopischen Grenze im Süden beträgt auf der Straße etwa 27 Kilometer.
Adi Kwala verfügt über ein kleines Krankenhaus, eine Moschee und mehrere Kirchen. Im Süden des Ortes befindet sich der Busbahnhof, der die einzige Möglichkeit des öffentlichen Transports bietet. Die Adi Quala Highschool befindet sich am östlichen Stadtrand und eine Grundschule ist in der Mitte des Ortes. Die Bevölkerung wird auf 30.000 Menschen geschätzt und die Religion ist überwiegend christlich-orthodox (Tewahedo).
Während der Schlacht von Gundet zwischen Ägyptern und Äthiopiern im November 1875 diente Adi Kwala als ägyptisches Militärdepot. In der Kolonialzeit wurden italienische Güter über Adi Kwala nach Äthiopien exportiert. Die Einwohnerzahl wurde 1938 auf rund 550 geschätzt. Es gibt eine Reihe von Klöstern in der Umgebung und ein italienisches Monument für die 1896 in der Schlacht von Adwa gefallenen Soldaten.